# Billboard Live Music Awards
Billboard Live Music Awards (anteriormente Billboard Touring Conference and Awards) é uma premiação feita anualmente pela revista Billboard, a qual premia as melhores empresas e artistas do setor do entretenimento ao vivo.